# Calciumjodaat
Calciumjodaat (Ca(IO3)2) is een anorganische verbinding van calcium en een negatief geladen jodaat-ion.

## Toepassingen
Calciumjodaat is een oxidatiemiddel dat toegevoegd wordt aan lotions en zalven als een antisepticum en deodorant. Calciumjodaat wordt ook aan diervoeder toegevoegd als bron van jodium.